# François Calmels
Pour les articles homonymes, voir Calmels.
François Calmels, né le 11 décembre 1981 à Paris, est un golfeur professionnel français qui joue actuellement sur la Tournée Européenne.

## Carrière
En 2004, François Calmels remporte la Coupe Mouchy (la plus haute compétition destinée aux amateurs en France). En 2006, il remporte le Portuguese Amateur Open Championship. Il devient professionnel cette année-là et remporte deux épreuves au cours de sa première saison sur le Alps Tour. En mai 2009, il remporte le Telenet Trophy, sa première victoire du Challenge Tour, avec deux coups d'avance sur l'espagnol Carlos Rodiles et l'anglais Sam Walker. En 2013, il gagne deux trophées sur le Challenge Tour.

## Palmarès
François Calmels a remporté trois victoires sur le Challenge Tour, deux sur le Alps Tour et une sur le Grand Prix Schweppes PGA.

### Victoires sur le Challenge Tour (3)
| no | Date          | Tournoi                  | Score                 | Avance  | Second(s)                              |
| -- | ------------- | ------------------------ | --------------------- | ------- | -------------------------------------- |
| 1. | 31 mai 2009   | Telenet Trophy           | -12 (67-69-70-70=276) | 2 coups | Carlos Rodiles, Sam Walker             |
| 2. | 27 avril 2013 | Challenge de Madrid      | -17 (63-69-72-67=271) | 7 coups | Tapio Pulkkanen                        |
| 3. | 9 juin 2013   | D+D Real Czech Challenge | -22 (67-69-65-65=266) | 3 coups | Robert Dinwiddie, Adam Gee, Sam Walker |

### Victoires sur le Alps Tour (2)
| no | Date           | Tournoi               | Score              | Second(s)       |
| -- | -------------- | --------------------- | ------------------ | --------------- |
| 1. | 24 mars 2006   | Open de Mahomedia     | -14 (67-69-66=202) | Jacques Thalamy |
| 2. | 1er avril 2006 | Trophée Maroc Télecom | -10 (69-67-73=209) | Jérémy Kirkland |

### Autres (1)
| no | Date          | Tournoi                  | Score                 | Second(s) |
| -- | ------------- | ------------------------ | --------------------- | --------- |
| 1. | 12 avril 2014 | Grand Prix Schweppes PGA | -17 (68-67-66-66=267) | Gary Stal |